# Juan Enríquez de Zúñiga
Juan Enríquez de Zúñiga (Guadalajara, c. 1585-¿León?, c. 1652) fue un escritor y abogado español del Siglo de Oro.

## Biografía
Alcarreño caracense, su familia provenía de la montaña santanderina y por tanto era de origen noble. No se conoce con exactitud su año de nacimiento; se doctoró en ambos derechos en la universidad de Alcalá de Henares y fue alcalde mayor de Ávila desde 1624, de Cuenca (1628-1640) y de Córdoba (1641-1642) antes de ser corregidor en Alcalá y en León. Posiblemente en esta última ciudad falleció alrededor del año 1652. Fue también familiar de la Inquisición y asesor jurídico del ayuntamiento de su villa natal de Guadalajara.
Escribió unos Consejos políticos y morales (1634; 2.ª ed. 1642) sobre filosofía moral y política en que propone un retrato del juez perfecto, por lo que pertenece al género del regimiento de príncipes. La obra está dedicada a su mecenas y protector don Rodrigo Díaz de Vivar y Mendoza, duque del Infantado y aún tuvo una segunda parte (Madrid, 1663). También ejerció la biografía con su Historia de la vida del primer César, escrita en 1628 a juzgar por su aprobación, pero publicada solo en 1632 y reimpresa posteriormente, que toma por fuentes a los historiadores romanos Suetonio y Apiano, pero a los que no sigue servilmente y una novela bizantina en seis libros, la Historia de las Fortunas de Semprilis y Geronodamo (1629), que imita el Persiles de Miguel de Cervantes con personajes también de sangre real y que discurren por similares territorios hiperbóreos; es obra imaginativa y de desenlace felicísimo, pero sus protagonistas son ya de mentalidad más moderna: contiene, por ejemplo, una erudita digresión en la que se quiere justificar la necesidad de prohibir la fiesta de los toros con lo que Genorodano representa un héroe dotado de otro tipo de virtudes, entre ellas, la erudición humanística. Fue traducida a otras lenguas (portugués, por ejemplo). También compuso uno de los ejemplares más tardíos de novela pastoril, Amor con vista. Lleva una sumaria descripción del Mundo, Ansí de la parte elemental como de la Etérea (1625), con una segunda parte algo heterogénea, ya que incluye una cosmografía y una geografía; la obra está dedicada a Sebastián Xuárez de Mendoza, conde de Coruña.  En esta obra pastores, caballeros y cortesanos están ya alejados de la idealización renacentista y muestran objetivos prácticos conciliables con la razón y una moral respetuosa, de forma que acaba por triunfar una conducta noble y responsable: no hay ni locos amantes suicidas, ni rabiosos celos, ni venganzas, ni el amor iracundo de los modelos clásicos del género: no un amor ciego sino un amor contenido que ve con los ojos del entendimiento. 
En efecto, en todas estas obras abundan los discursos morales, pues este tipo de contenidos son los que distinguen toda su obra. Se sabe que también redactó una importante Historia de la ciudad de Guadalajara que no llegó a imprimirse y se ha perdido.

## Obras
- Consejos políticos y morales (Cuenca, 1634; 2.ª ed. Salvador de Cea Tesa, 1642)
- Historia de la vida del primer César (1632)
- Historia de las Fortunas de Semprilis y Geronodano (Madrid: Juan Delgado, 1629)
- Amor con vista. Lleva una sumaria descripción del Mundo, Ansí de la parte elemental como de la Etérea (1625).
- Historia de la ciudad de Guadalajara, perdida.
- El arbitro entre las dos opiniones : una, que se funden en esta Corte dos Hospicios, uno para hombres, y otro para mugeres, en que se recojan los Pobres mendicantes legítimos : otra que se opone à esta... Madrid: Domingo García Morrás..., 1673.
- Don Iuan Enriquez de Zúñiga, doctor en ambos Derechos, Consultor del Santo Oficio, à Lelio su amigo, satisfaciendo à auerle condenado el sentimiento que ha hecho por la muerte de una perrica, s. a.
- Discurso apologetico por la nobleza de Alcala de Henares en satisfacion à las injustas quexas que contra ella à dado el estado general, s. a.